# سرخسيات بذرية
السرخسيات البذرية (الاسم العلمي: Pteridospermatophyta). يشير هذا المصطلح إلى عدة مجموعات مميزة من النباتات الحاملة للبذور المنقرضة (البذريات). وأول دليل أحفوري لهذا النوع من النباتات هو «جنس الكينزيا» من العصر الديفوني المتأخر. وقد ازدهرت بشكل خاص خلال عصري الفحمي والبرمي. بدأت بالانقراض خلال حقبة الحياة الوسطى واختفت في الغالب بنهاية العصر الطباشيري، على الرغم من أن بعض النباتات الشبيهة بها يبدو عليها أنها نجت حتى العصر الإيوسيني، استنادا إلى الاكتشافات الأحفورية في تسمانيا.

## التصنيف
أدناه شجرة نسل بديلة عن النباتات البذرية تعتمد على عمل نوفيكوف وباراباس كراسني 2015 ومؤلفات التصنيف النباتي لأندرسون وأندرسون وكليل 2007 والتي تبين العلاقة بين الفروع المنقرضة.